# ذيل الفأر الأوروبي
ذيل الفأر الأوروبي (الاسم العلمي: Myosurus europaea) هو نوع من النباتات يتبع جنس ذيل الفأر من الفصيلة الحوذانية.